# 錦 (練馬区)
錦（にしき）は、東京都練馬区の町名。現行行政地名は錦一丁目から錦二丁目。住居表示実施済区域。

## 概要

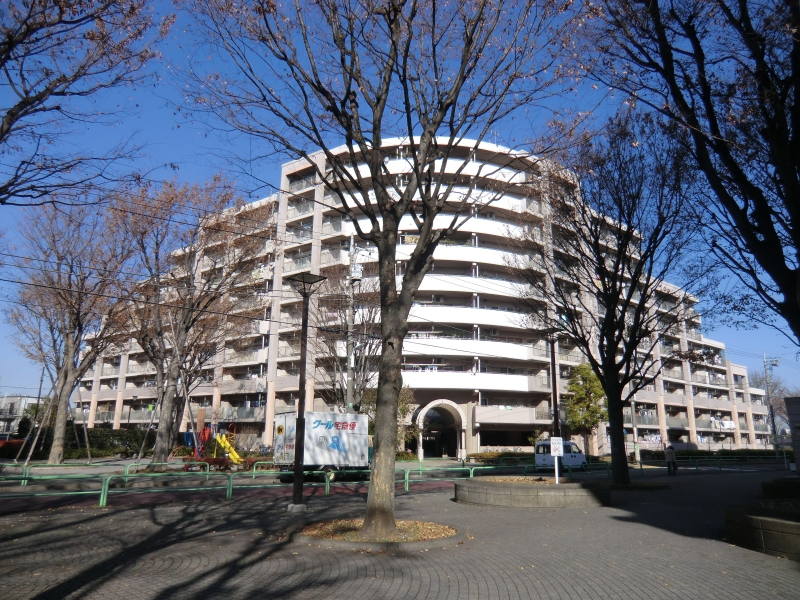
にしき平和台団地

北部を練馬区北町、東部を板橋区桜川、南部を平和台 (練馬区)と氷川台に接する。全国に錦町は多いが、練馬区の錦は町がつかない。
北町との北側の境を川越街道（国道254号）が、西側の境を富士街道・環八通りが通っている。東部は都立城北中央公園（氷川台）とも接する。地域のランドマーク的なトーホープラザビル（トーホーボール）や東京ガスのビルが古くからある。金乗院と円明院という古刹も所在する。大きな二つの道路が町周辺にあるものの、沿道以外の町内は概ね閑静な住宅街である。

### 地価
住宅地の地価は、2025年（令和7年）1月1日の公示地価によれば、錦1-28-5の地点で46万8000円/m2となっている。

## 歴史
この辺は昭和のはじめまで下練馬村の今神（錦1丁目）、御殿、東本村の一部（錦2丁目）だった。御殿とは、徳川5代将軍綱吉が脚気の療養や鷹狩時に利用した御殿がこの地の北西にあったことに因む。そのときに綱吉が栽培させたのが練馬大根の起こりだともいう。
1929年（昭和4年）町制施行で練馬町を経て、1932年（昭和7年）板橋区成立時に練馬北町1丁目の一部と、練馬仲町1・2丁目の一部になった。その後練馬の冠が外れ、仲町が消え（北町は残った）錦の町名が生まれた。比喩的に美しく立派なものを錦というが、御殿にあやかってそのように発展して欲しいとの願いが込められた。なお、御殿は綱吉が将軍職に就任後、金乗院住職に譲られ、その材木を利用して同院の改築に充当されたという。
また錦はかつて田柄川が流れ、その下流一帯地区だった。同川は隣接する城北中央公園先で石神井川と合流していた。錦地区では1980年（昭和55年）から81年（昭和56年）に暗渠化し、旧田柄川緑道（グリーンベルト）として整備されその姿を消した。但し今も緑道下を下水道幹線として流れる。
戦時中は陸軍専用輸送線（戦後は東武啓志線）が走り、隣接する練馬駐屯地に練馬倉庫駅（啓志線になってからの名称）が置かれた（1959年廃止）。因みに錦を流れる田柄川や、錦2丁目付近を走る蒸気機関車と轟音に耳を塞ぐなどする子どもの写真は練馬区が所蔵している。
因みに錦の旧町名である仲町は今も練馬区立仲町小学校など隣接町に残っている。

## 世帯数と人口
2025年（令和7年）4月1日現在（練馬区発表）の世帯数と人口は以下の通りである。
| 丁目     | 世帯数    | 人口    |
| -------- | --------- | ------- |
| 錦一丁目 | 1,994世帯 | 3,711人 |
| 錦二丁目 | 1,383世帯 | 2,719人 |
| 計       | 3,377世帯 | 6,430人 |

### 人口の変遷
国勢調査による人口の推移。
| 年                 | 人口  |
| ------------------ | ----- |
| 1995年（平成7年）  | 5,098 |
| 2000年（平成12年） | 5,542 |
| 2005年（平成17年） | 5,565 |
| 2010年（平成22年） | 5,761 |
| 2015年（平成27年） | 6,010 |
| 2020年（令和2年）  | 6,337 |

### 世帯数の変遷
国勢調査による世帯数の推移。
| 年                 | 世帯数 |
| ------------------ | ------ |
| 1995年（平成7年）  | 2,141  |
| 2000年（平成12年） | 2,453  |
| 2005年（平成17年） | 2,551  |
| 2010年（平成22年） | 2,660  |
| 2015年（平成27年） | 2,754  |
| 2020年（令和2年）  | 3,077  |

## 学区
区立小・中学校に通う場合、学区は以下の通りとなる（2022年7月現在）。
| 丁目     | 番・番地等       | 小学校             | 中学校                 |
| -------- | ---------------- | ------------------ | ---------------------- |
| 錦一丁目 | 全域             | 練馬区立仲町小学校 | 練馬区立開進第四中学校 |
| 錦二丁目 | 1〜18番 20〜23番 | 練馬区立仲町小学校 | 練馬区立開進第四中学校 |
| 錦二丁目 | 19番             | 練馬区立北町小学校 | 練馬区立北町中学校     |

## 交通

### 路線バス
- 練馬北町車庫バス停
  - 光01系統 - 光が丘駅行、
  - 光02系統 - 光が丘駅行、池袋駅東口行
  - 光04系統 - 光が丘駅行
  - 練95系統 - 練馬駅行
  - 石03系統 - 石神井公園駅北口行
  - 赤01系統 - 練馬駅行、赤羽駅西口行
  - 赤85系統 - 平和台駅行、赤羽駅西口行
  - みどりバス氷川台ルート - 練馬光が丘病院行

- 北町一丁目バス停
  - 光02系統 - 光が丘駅行、池袋駅東口行

- 錦団地バス停
  - 光04系統 - 光が丘駅行、練馬北町車庫行
  - 練95系統 - 練馬駅行、練馬北町車庫行
  - みどりバス氷川台ルート - 練馬北町車庫行、練馬光が丘病院行

### 鉄道
町内に鉄道路線は無いが、近隣には東武東上線（上板橋駅・東武練馬駅）や東京メトロ有楽町線・副都心線（氷川台駅・平和台駅）が通っている。
構想路線として、環八通りの地下を通るエイトライナーがあるが、詳細な経由地や駅の位置などを含め具体化していない。

### 主な道路
- 川越街道（国道254号）
- 富士街道・東京都道311号環状八号線（環八通り）

## 事業所
2021年（令和3年）現在の経済センサス調査による事業所数と従業員数は以下の通りである。
| 丁目     | 事業所数  | 従業員数 |
| -------- | --------- | -------- |
| 錦一丁目 | 56事業所  | 377人    |
| 錦二丁目 | 56事業所  | 796人    |
| 計       | 112事業所 | 1,173人  |

### 事業者数の変遷
経済センサスによる事業所数の推移。
| 年                 | 事業者数 |
| ------------------ | -------- |
| 2016年（平成28年） | 120      |
| 2021年（令和3年）  | 112      |

### 従業員数の変遷
経済センサスによる従業員数の推移。
| 年                 | 従業員数 |
| ------------------ | -------- |
| 2016年（平成28年） | 1,292    |
| 2021年（令和3年）  | 1,173    |

## 施設

### 錦一丁目
- 円明院
- [トレジャーファクトリー上板橋店]

### 錦二丁目
- 錦団地
- 金乗院
- トーホープラザ
  - 練馬トーホーボール（ボウリング場）
  - ドン・キホーテ練馬店
  - トーホーレジャープラザ
- 東京ガスライフバル板橋練馬東
- ポルシェセンター練馬
- ENEOS練馬北町SS
- ダイハツ東京販売U-CAR練馬北町店

## 旧河川
#歴史参照
- 田柄川（旧田柄川緑道）

## その他

### 日本郵便
- 郵便番号 : 179-0082[3]（集配局 : 光が丘郵便局[16]）。